# Wojciech Górski (piłkarz)
Wojciech Górski (ur. 30 marca 1972 w Legnicy) – polski piłkarz, grający na pozycji pomocnika, wychowanek Miedzi Legnica. Trener z licencją UEFA Pro. Maratończyk i triathlonista.

## Kariera seniorska
Znany głównie z występów w Zagłębiu Lubin, Ruchu Radzionków, Odrze Wodzisław Śląski, Miedzi Legnica, oraz Śląsku Wrocław. W ekstraklasie rozegrał w sumie 227 spotkań, strzelając w nich 31 bramek. Na przestrzeni lat 1992 – 2003 dwunastokrotnie wystąpił w europejskich pucharach.

Ciekawy chłopak, świetnie wyszkolony technicznie. Szczuplutki, bardzo zwinny. Taki dobrze przygotowany szybkościowo, dobrze operujący piłką, dużo widzący. Był urodzonym  zawodnikiem linii pomocy (...) Ciekawa postać. I to co najważniejsze, był to zawodnik o dobrym strzale, doskonale czytający grę.

## Sukcesy zawodnicze
- 1989  Ogólnopolska Spartakiada Młodzieży - Kadra województwa legnickiego (OZPN Legnica)
- 1992  Puchar Polski - Miedź[3]
- 1992  Finalista Superpucharu Polski - Miedź ( gol w 18 min. w przegranym finale z Lechem Poznań )
- 2003  Piłkarz "Jedenastki" sezonu 2002/2003 według tygodnika Piłka Nożna[4]
- 2008  Awans do Ekstraklasy - Śląsk
- 2009  Puchar Ekstraklasy - Śląsk[5]

## Kariera trenerska
Karierę rozpoczął w 2007 roku jako grający II trener w trzecioligowej Miedzi Legnica. Był to jednak epizod. Oficjalnie Górski wystąpił jako asystent trenera Janusza Kubota tylko w czterech meczach. Powodem niekontynuowania współpracy z Miedzią było podpisanie kontraktu i przenosiny do Śląska Wrocław. Na poważnie karierę trenerską rozpoczął w 2011 r. w Konfeksie Legnica. Jako grający I trener pracował od czerwca 2011 r. do czerwca 2012 r. W sumie poprowadził zespół w 29 meczach o mistrzostwo IV ligi. Od 2012 r. trener grup dziecięcych w Młodzieżowym Klubie Sportowym Miedź Legnica.

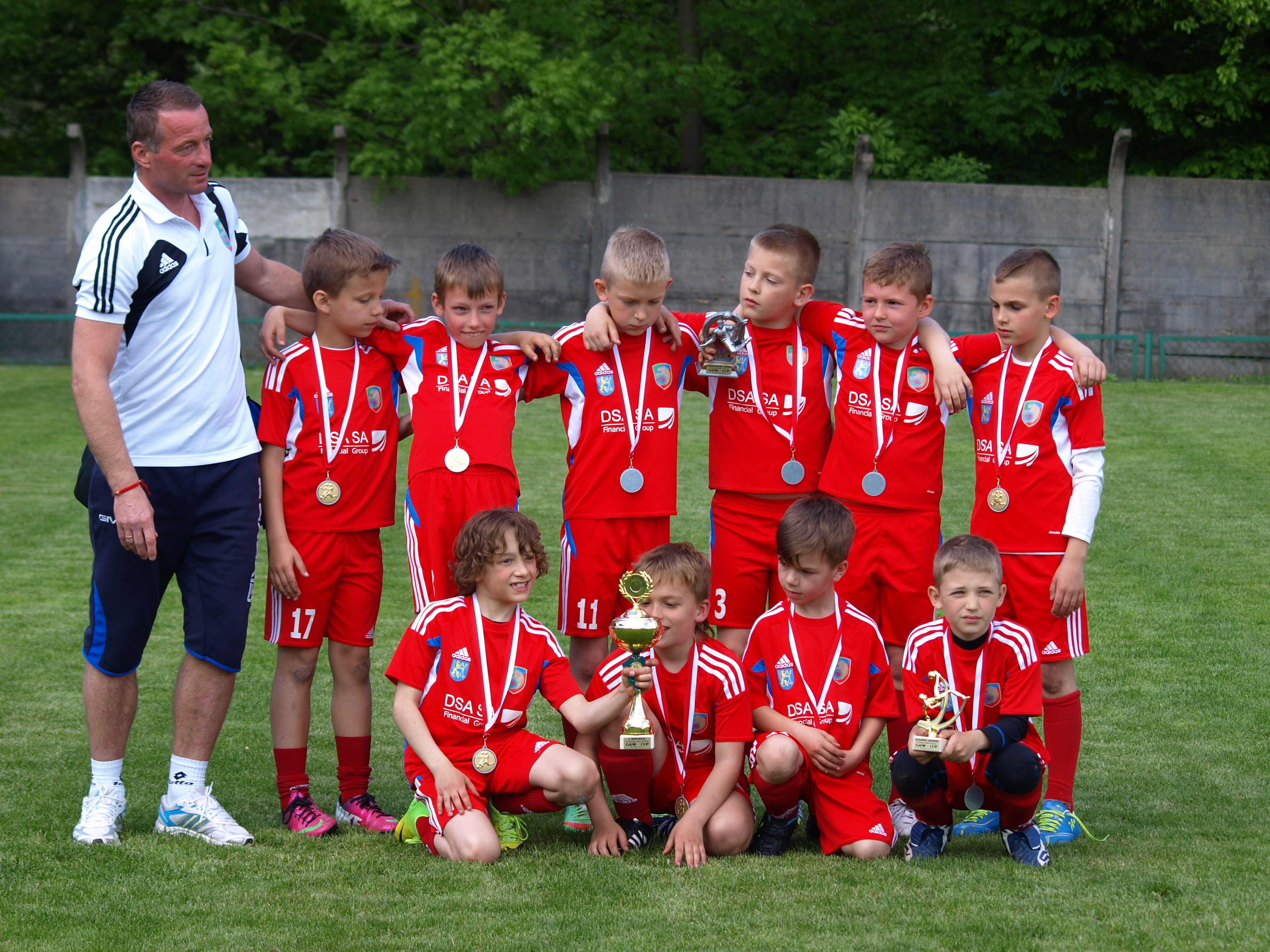
Wojciech Górski wraz z drużyną po wygranym turnieju Polonia Cup - maj 2014 r.

Od września 2013 trener grup młodzieżowych oraz ekspert przygotowania indywidualnego w Akademii Piłkarskiej Miedzi Legnica. W lipcu 2016 został asystentem trenera w II zespole Miedzi. Od lutego 2017 pierwszy trener drużyny Miedzi Legnica występującej w Centralnej Lidze Juniorów (CLJ).
Od stycznia 2021 do czerwca 2021 pierwszy trener w GKS Gryf Gryfów Śląski.
Od maja 2022 trener z licencją UEFA Pro.
Od czerwca 2025 dyrektor akademii w GKS Cement Raciborowice.

## Sukcesy trenerskie
- 2013  XXVII Międzynarodowy Turniej Mikołajowy (Legnica)- Miedź U-12 (rocznik 2001)[10][11]
- 2013  Międzynarodowy Turniej "Skoda Klische Masters 2013" (Görlitz) - Miedź U-12 (rocznik 2001)[12]
- 2014  XII JUST FUN CUP Halowy Turniej Piłki Nożnej Żaków o Puchar Wojewody Lubuskiego (Gorzów Wielkopolski) - Miedź U-9 (rocznik 2005)
- 2014  POLONIA CUP - Turniej Żaków (Wrocław) - Miedź U-9 (rocznik 2005)[13]
- 2014  31. Międzynarodowy Memoriał Miroslava Krabičky[14] (Blansko)- Miedź U-13 (rocznik 2001)
- 2015  3. Memoriał Ireneusza Maciasia (Twardogóra) - Miedź U-14 (rocznik 2001)

## Maratończyk
14 września 2014 r. ukończył swój pierwszy maraton. Trasę 32. Wrocław Maraton wiodącą ulicami stolicy Dolnego Śląska ukończył na 849. miejscu z czasem 3:48:09. W kategorii wiekowej M40 zajął 143. miejsce. 15 maja 2016 r. - podczas 15. PKO Cracovia Maratonu - czasem 3:15:31 pobił swój rekord życiowy. W październiku 2016 r., po przebiegnięciu piątego maratonu w ciągu 12 miesięcy, zdobył Koronę Maratonów Polskich. 

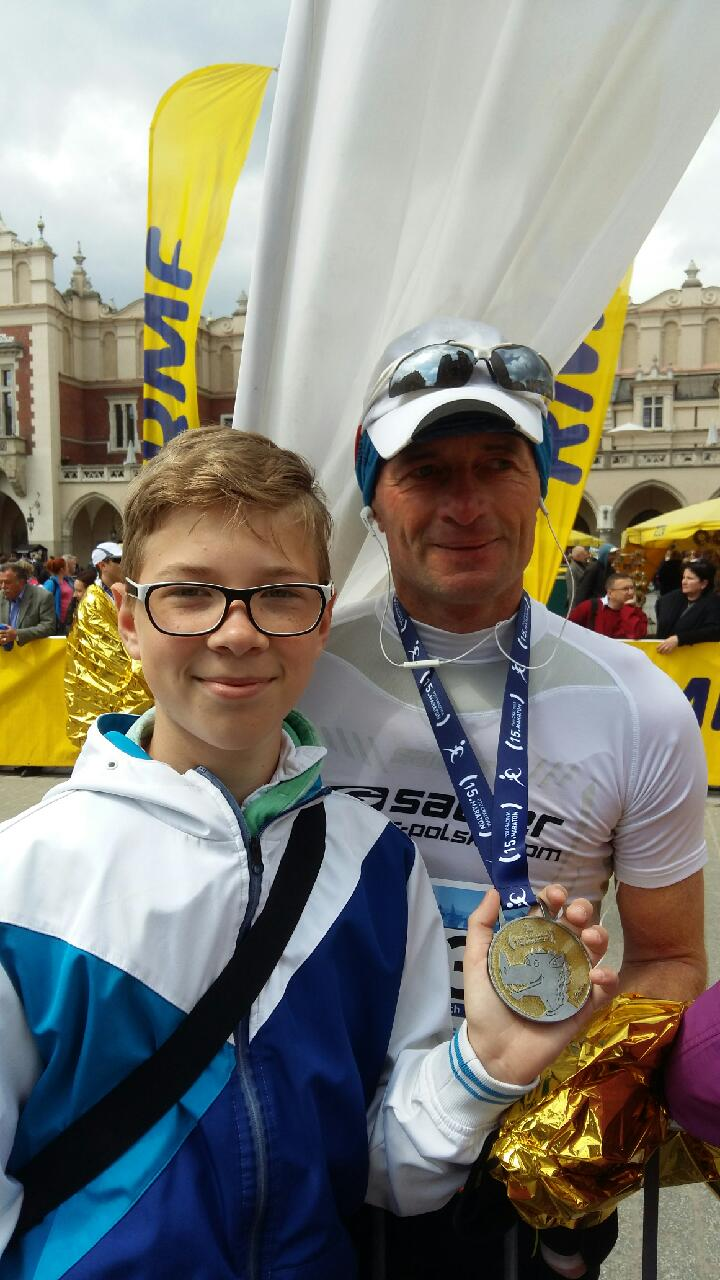
Wojciech Górski z synem Wojtkiem jr. po 15.PKO Cracovia Maraton (2016)

| Rok  | Impreza                                            | Miejsce                | Konkurencja     | Lokata        | Wynik   |
| ---- | -------------------------------------------------- | ---------------------- | --------------- | ------------- | ------- |
| 2014 | 32. Wrocław Maraton                                | Wrocław                | bieg maratoński | 849. miejsce  | 3:48:09 |
| 2015 | 14. PKO Cracovia Maraton                           | Kraków                 | bieg maratoński | 647. miejsce  | 3:26:18 |
| 2015 | 33. PKO Wrocław Maraton                            | Wrocław                | bieg maratoński | 1161. miejsce | 3:49:21 |
| 2016 | 43. Maraton Dębno                                  | Dębno                  | bieg maratoński | 203. miejsce  | 3:19:53 |
| 2016 | 15. PKO Cracovia Maraton                           | Kraków                 | bieg maratoński | 385. miejsce  | 3:15:31 |
| 2016 | 34. PKO Wrocław Maraton                            | Wrocław                | bieg maratoński | 438. miejsce  | 3:39:16 |
| 2016 | 38. PZU Maraton Warszawski                         | Warszawa               | bieg maratoński | 720. miejsce  | 3:27:21 |
| 2016 | 17. PKO Poznań Maraton                             | Poznań                 | bieg maratoński | 1029. miejsce | 3:30:32 |
| 2017 | II Bieg "Bitwy pod Legnicą 1241"                   | Legnica/Legnickie Pole | półmaraton      | 120. miejsce  | 1:38:23 |
| 2017 | 16. PZU Cracovia Maraton                           | Kraków                 | bieg maratoński | 996. miejsce  | 3:29:04 |
| 2017 | 35. PKO Wrocław Maraton                            | Wrocław                | bieg maratoński | 950. miejsce  | 3:38:09 |
| 2017 | VI Legnica Półmaraton / XXX Bieg Lwa Legnickiego   | Legnica                | półmaraton      | 167. miejsce  | 1:46:22 |
| 2018 | III Bieg "Bitwy pod Legnicą 1241"                  | Legnica/Legnickie Pole | półmaraton      | 49. miejsce   | 1:35:57 |
| 2018 | 17. PZU Cracovia Maraton                           | Kraków                 | bieg maratoński | 651. miejsce  | 3:31:49 |
| 2018 | 36. PKO Wrocław Maraton                            | Wrocław                | bieg maratoński | 319. miejsce  | 3:26:09 |
| 2018 | VII Legnica Półmaraton / XXXI Bieg Lwa Legnickiego | Legnica                | półmaraton      | 49. miejsce   | 1:34:00 |
| 2019 | 12. Półmaraton Ślężański                           | Sobótka                | półmaraton      | 604. miejsce  | 1:40:40 |
| 2019 | 18. PZU Cracovia Maraton                           | Kraków                 | bieg maratoński | 1234. miejsce | 3:37:29 |
| 2019 | 37. PKO Wrocław Maraton                            | Wrocław                | bieg maratoński | 951. miejsce  | 3:55:11 |
| 2019 | VIII Legnica Półmaraton                            | Legnica                | półmaraton      | 360. miejsce  | 2:13:09 |
| 2025 | TAURON 22. Cracovia Maraton                        | Kraków                 | bieg maratoński | 3257. miejsce | 4:18:13 |

## Triathlonista
8 czerwca 2019 r. ukończył swój pierwszy triathlon na dystansie 1/4 Ironman (0,95 km pływania / 45 km jazdy rowerem / 10,55 km biegu). Trasę Triathlon Mietków 2019 ukończył na 433. miejscu z czasem 2:59:07. W kategorii wiekowej M40 zajął 147. miejsce.
| Rok  | Impreza                           | Miejsce | Konkurencja            | Lokata       | Wynik   |
| ---- | --------------------------------- | ------- | ---------------------- | ------------ | ------- |
| 2019 | Triathlon Mietków 2019            | Mietków | triathlon: 1/4 Ironman | 433. miejsce | 2:59:07 |
| 2019 | Triathlon Sława 2019              | Sława   | triathlon: 1/3 Ironman | 151. miejsce | 3:51:02 |
| 2020 | Garmin Iron Triathlon Ślesin 2020 | Ślesin  | triathlon: 1/2 Ironman | 110. miejsce | 6:09:42 |

## Życie prywatne
Od przeszło dwudziestu lat w związku małżeńskim z Joanną. Mają trzech synów: Filipa, Jakuba i Wojciecha jr.

## Życiorys
10 września 2015 r. w legnickim klubie Sunny Club Music miała miejsce premiera biografii pt. "Wojciech Górski - Jeśli w coś mocno wierzysz" autorstwa historyka Macieja Matwieja. Książka ukazała się nakładem wydawnictwa Studio KZS (numer ISBN 978-83-906174-1-1).

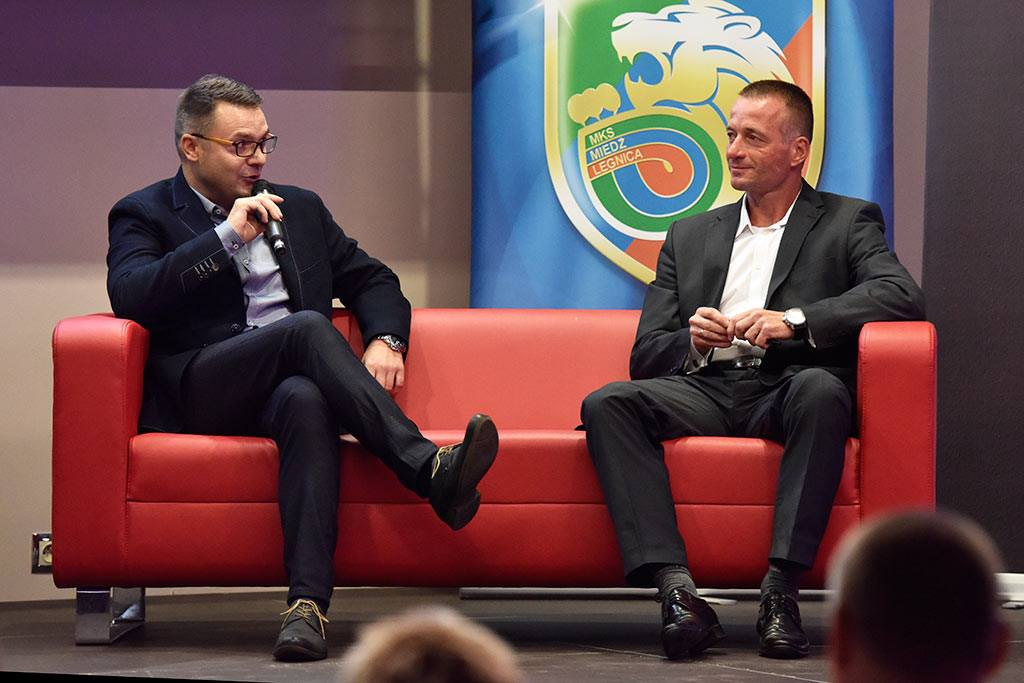
Maciej Matwiej i Wojciech Górski w dniu premiery biografii 10 września 2015 r.